# Yarma çorbası
Yarma çorbası o Yoğurtlu yarma çorbası (Sopa de yarma o sopa de yarma amb iogurt respectivament) és una çorba (sopa) de la cuina turca. Es fa amb "yarma" (tr), un producte de blat, que es fa servir també per fer keşkek, farina de blat, i iogurt com a ingredients bàsics. Hi ha gent que també afegeix cigrons a aquest plat.